# Hemerobius simulans
Hemerobius simulans là một loài côn trùng trong họ Hemerobiidae thuộc bộ Neuroptera. Loài này được Walker miêu tả năm 1853.